# Chiesa di San Lorenzo (Arezzo)
La chiesa di San Lorenzo è uno degli edifici sacri più antichi di Arezzo. La chiesa dà il nome alla piazza che la ospita.

## Storia e descrizione
La chiesa, seconda dal cardine massimo fra quelle ancora esistenti, è stata realizzata prima dell'anno 1000, probabilmente in epoca paleocristiana, in una zona in cui già in epoca romana erano presenti alcuni insediamenti.
L'esistenza dell'edificio, oggi non più adibito al culto, è documentata per la prima volta nel 1025. Ricostruita nel XIII secolo e restaurata dopo il 1583, la chiesa è stata completamente rifatta nel 1705.
Al 1932 risale il restauro diretto da Giuseppe Castellucci. Al momento romanico rimanda l'abside esterna in pietra con decorazione in laterizio, di origine ravennate e assai frequente nell'aretino a partire da poco dopo il Mille.
All'interno dell'edificio, che era stato affrescato nel 1470 da Luca Signorelli, nel XVI secolo fu trovata una Minerva bronzea risalente al III secolo a.C., oggi conservata al Museo archeologico di Firenze.